# Linksemsisches Kanalnetz

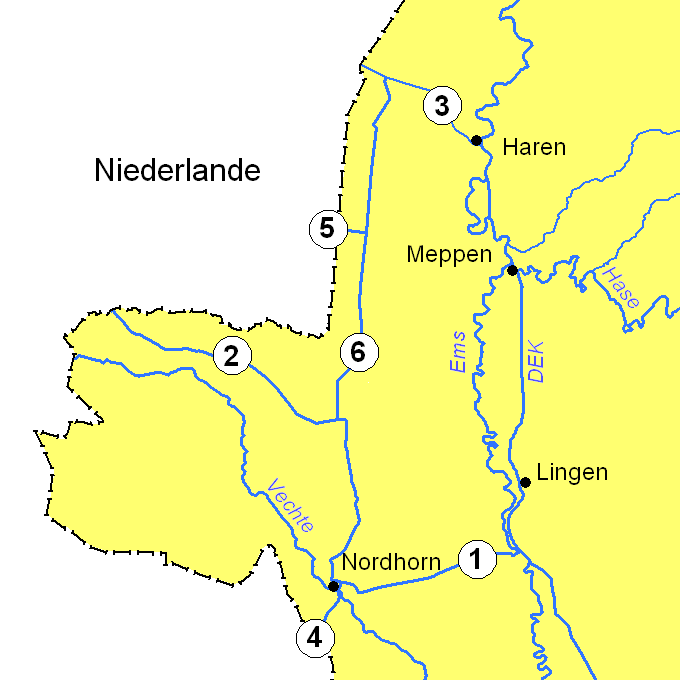
Das linksemsische Kanalnetz: 1 = Ems-Vechte-Kanal, 2 = Coevorden-Piccardie-Kanal, 3 = Haren-Rütenbrock-Kanal, 4 = Nordhorn-Almelo-Kanal, 5 = Schöninghsdorf-Hoogeveen-Kanal, 6 = Süd-Nord-Kanal

Das linksemsische Kanalnetz (auch als Linksemsische Kanäle bezeichnet, kurz: LEK) ist ein Netz aus sieben Kanälen im Westen Niedersachsens (Landkreise Grafschaft Bentheim und Emsland) an der Grenze zu den Niederlanden die links, beziehungsweise westlich der Ems angelegt wurden.

## Geschichte
Das Kanalnetz entstand zwischen 1870 und 1904 und hat eine Gesamtlänge von 111 Kilometern. Durch systematischen Kanalbau sollten die Moore und Sümpfe im Gebiet zwischen Ems und deutsch-niederländischer Grenze entwässert werden. Außerdem bedurfte die Industrie steigender Transportkapazitäten. Bis 1874 wurden Kriegsgefangene des Deutsch-Französischen Krieges zum Bau eingesetzt. Die Kanäle hatten insgesamt 20 Schleusen und 90 Brücken und waren für Schiffe mit bis zu 200 Tonnen Tragfähigkeit geeignet. Die Bedeutung dieser Wasserstraßen als Transportweg nahm allerdings ständig ab. 1899 wurde der Dortmund-Ems-Kanal eröffnet und die emsländische Industrie konnte ihren Bedarf an Heizmaterial mit Kohle aus dem Ruhrgebiet decken. Die Schifffahrt auf den Kanälen ist in den Jahren 1960 bis 1965 eingestellt worden, sie dienen heute zur Entwässerung. Lediglich der Haren-Rütenbrock-Kanal blieb befahrbar und verbindet die Ems mit den niederländischen Kanälen. Durch die Initiative des Nordhorner Vereins Graf-SHIP ist außerdem der Ems-Vechte-Kanal am 14. November 2005 wieder für die Schifffahrt freigegeben worden. Die Kanäle wurden von der Linksemsischen Kanalgenossenschaft und seit 2006 von der Betriebsstelle Meppen des Niedersächsischen Landesbetriebes für Wasserwirtschaft, Küsten- und Naturschutz betrieben.

## Kanäle
Zum linksemsischen Kanalnetz gehören:
1. Ems-Vechte-Kanal (EVK)
2. Georgsdorf-Piccardie-Coevorden-Kanal (CPK)
3. Haren-Rütenbrock-Kanal (HRK)
4. Nordhorn-Almelo-Kanal (NAK)
5. Schöninghsdorf-Hoogeveen-Kanal (SHK)
6. Süd-Nord-Kanal (SNK)
7. Nordhorner Verbindungskanal

## Wasserhaltung

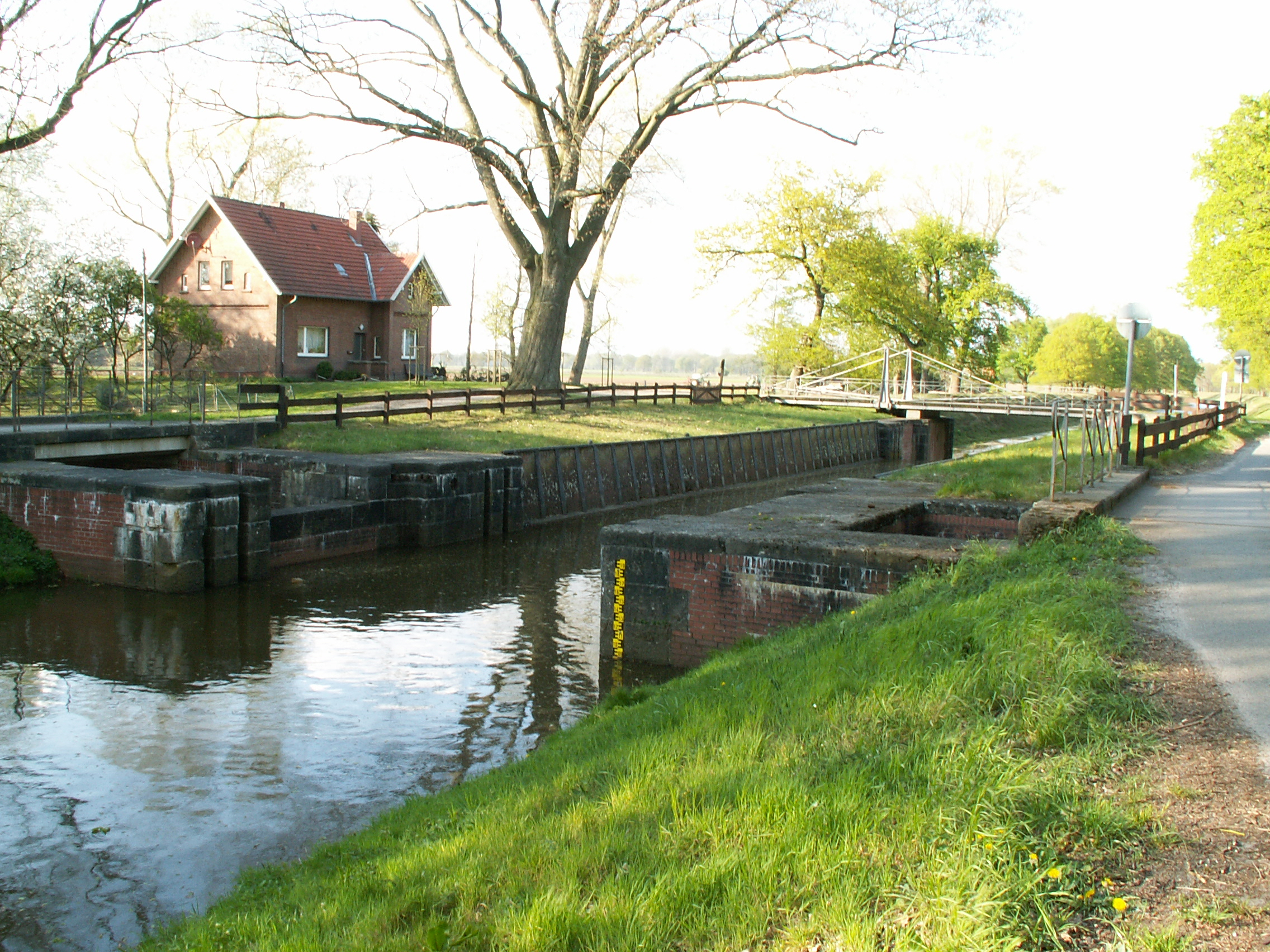
Schleuse 2 des Süd-Nord-Kanals mit Überlauf und Unterdükerung

Da Kanäle durch Versickerung, Verdunstung und die Schleusenvorgänge ständig Wasser verlieren, verfügt das LEK über ein System von Zu- und Abflüssen, die einen gleichmäßigen Wasserstand gewährleisten sollen. Hier eine (unvollständige) Beschreibung:
Die Wasserhaltung beginnt von der Ems in Lingen aus durch den Ems-Vechte-Kanal. Dieser füllt wiederum den Süd-Nord-Kanal, der über eine leichte Strömung nach Norden verfügt und seinerseits den Coevorden-Piccardie-Kanal und den Haren-Rütenbrock-Kanal mit Wasser versorgt. Der HRK entwässert bei Haren in die Ems. Der EVK hat einen Überlauf an seinem Ende über die Nordhorner Koppelschleuse. Der CPK hat in der Nähe von Emlichheim einen Überlaufkanal Richtung Vechte. An der Schleuse 2 wird der SNK von einem Graben unterdükert, hier ist auch ein Überlauf zu sehen.

## Graf-SHIP e. V.
Am 15. Juli 2003 wurde der Graf-SHIP e. V. („Grafschafter Schiffswege und Häfen – Instandsetzungsprojekt e. V.“) mit Sitz in Nordhorn gegründet. 
Der Verein hat die Wiederherstellung, Instandsetzung und Erhaltung denkmalgeschützter Häfen und Schleusen und die Wiedereröffnung des Linksemsischen Kanalnetzes zum Ziel. Mit der Wiedereröffnung des Ems-Vechte-Kanals für Sportboote bis 12 m Länge und der Restaurierung des Nordhorner Klukkert-Hafens wurden bereits erste Ziele des Vereins erreicht. 
Der Verein arbeitet mit dem Schifffahrtsmuseum zusammen, wo Studien zur Kanalgeschichte sowie Ausstellungen und Vortragsabende zum Thema Binnenschifffahrt angeboten werden.

## Fotos

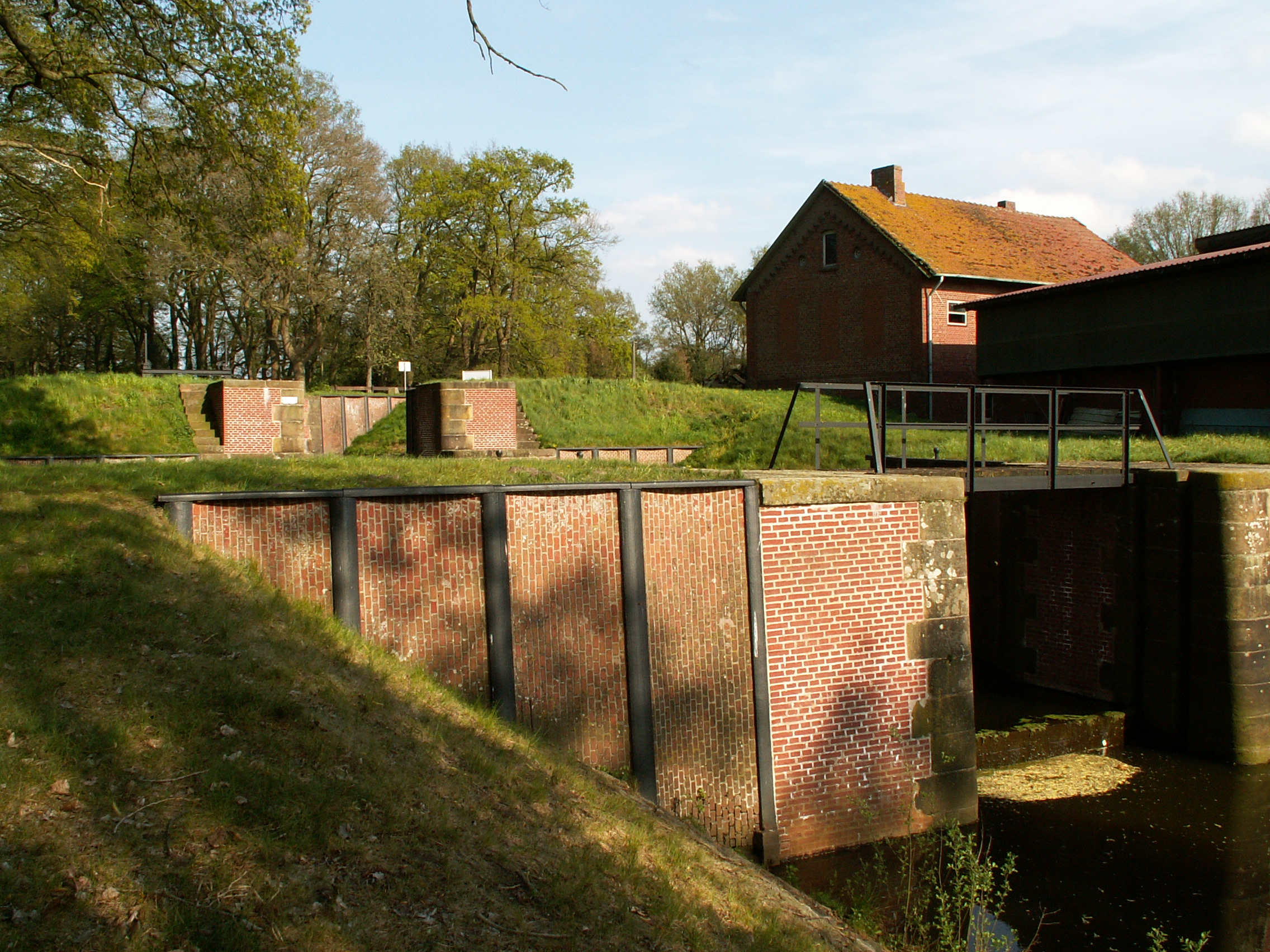
Das Ende des EVK in Nordhorn mit der Koppelschleuse in die Vechte
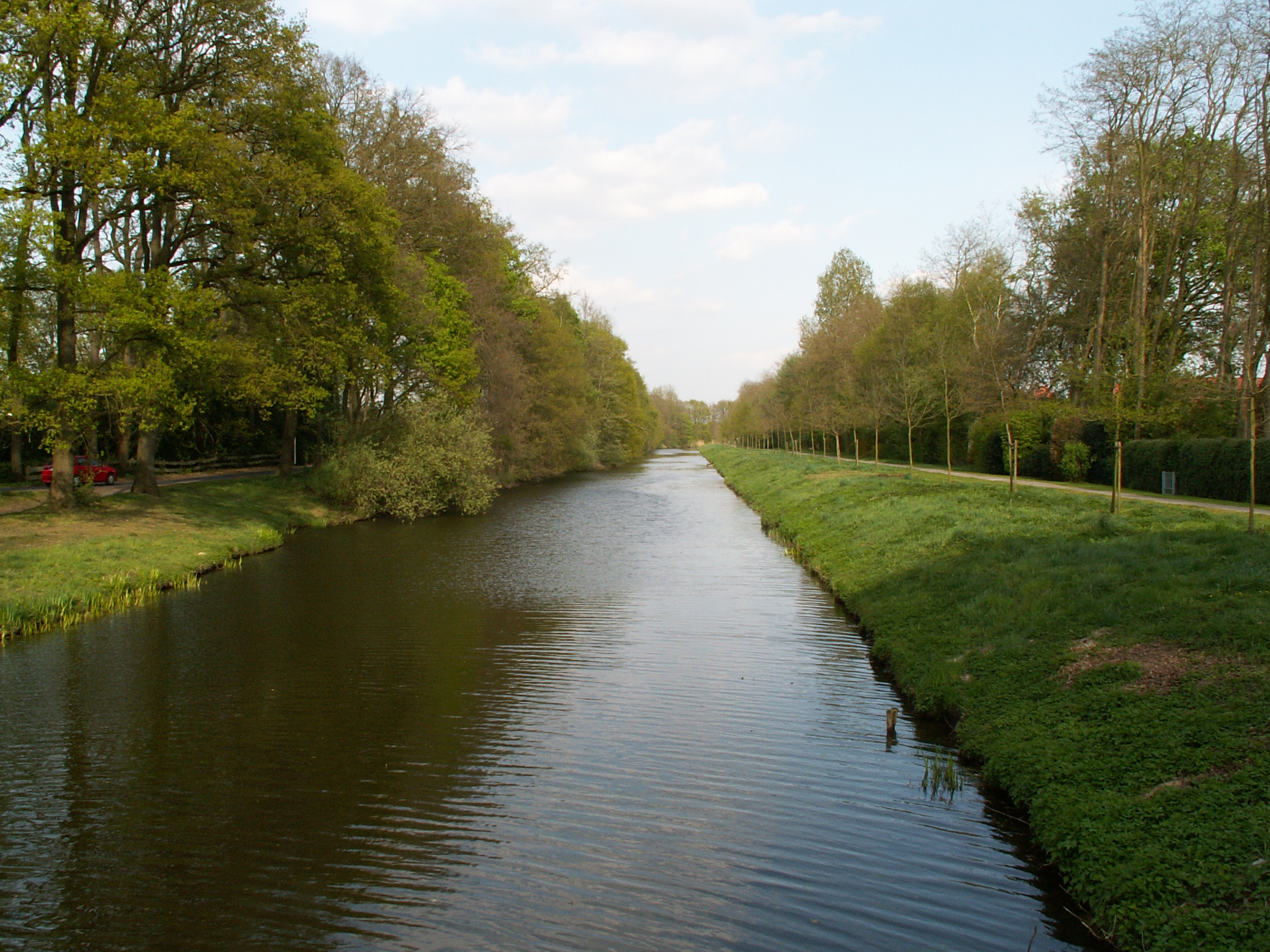
Der EVK in Nordhorn
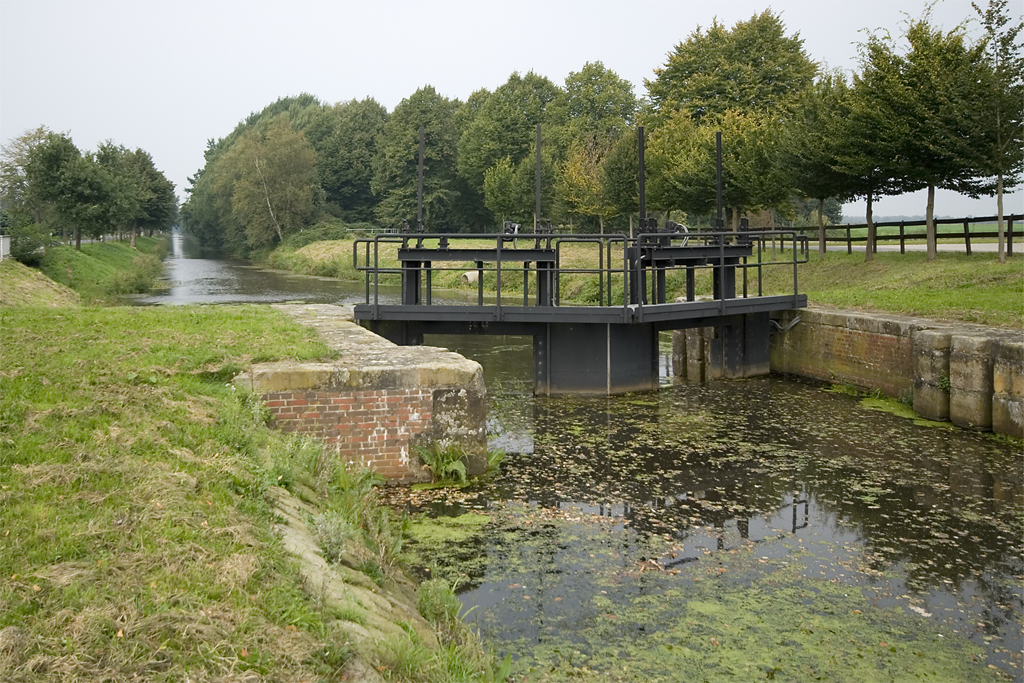
SNK mit Schleuse, Blickrichtung nach Norden
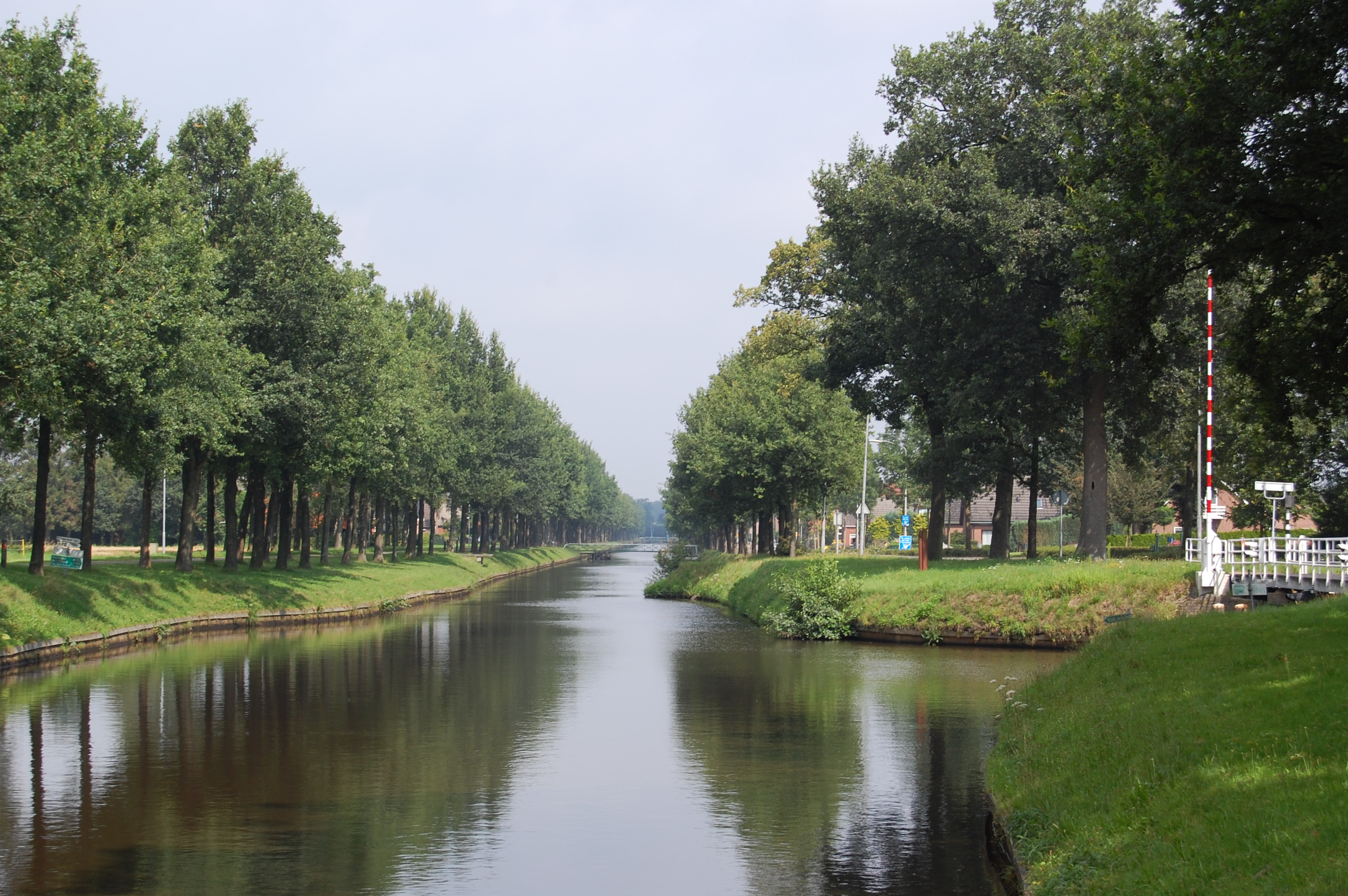
Rechts das Ende des HRK
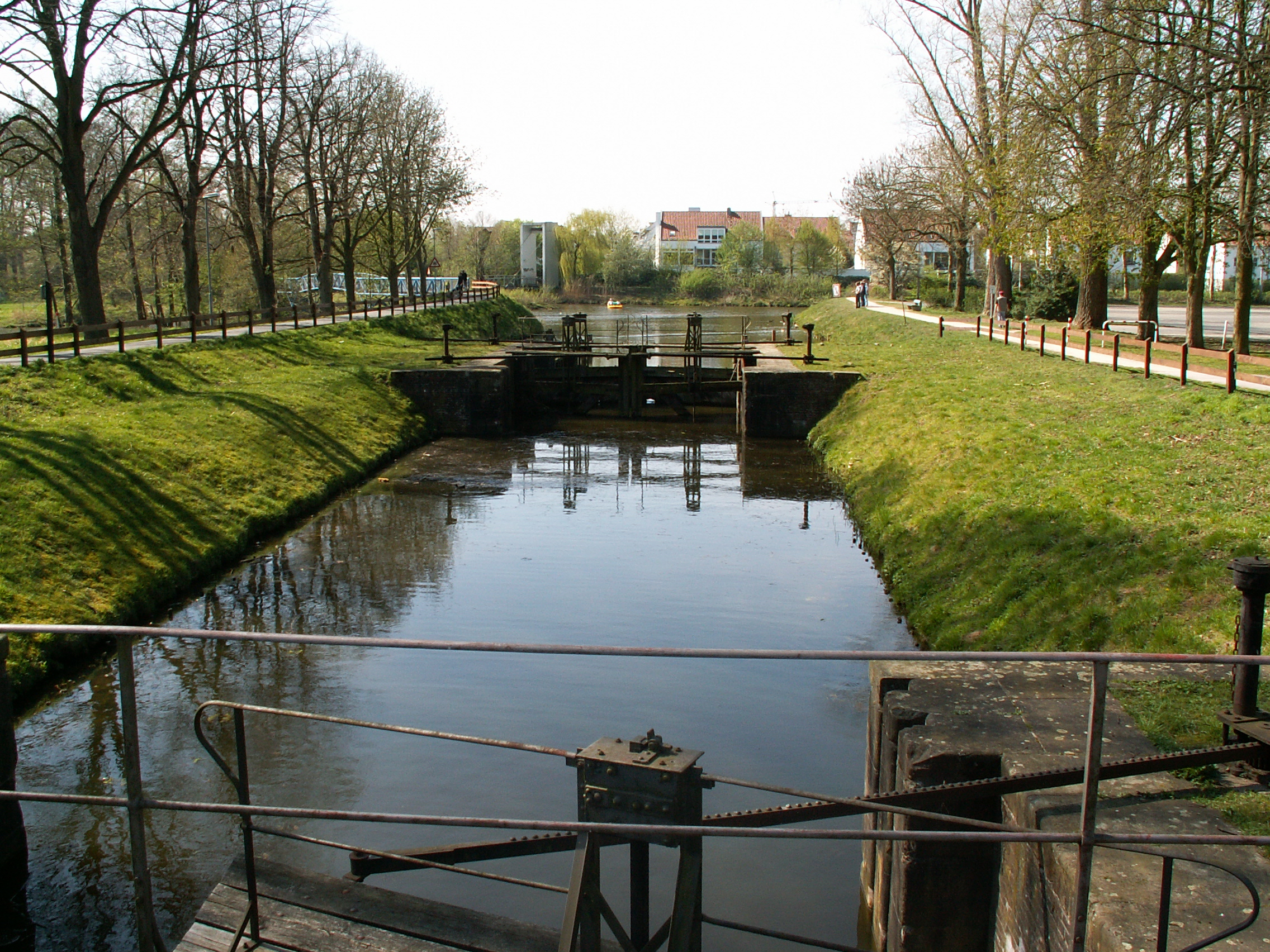
Der Verbindungskanal in Nordhorn, quer die Vechte, gegenüber der NAK
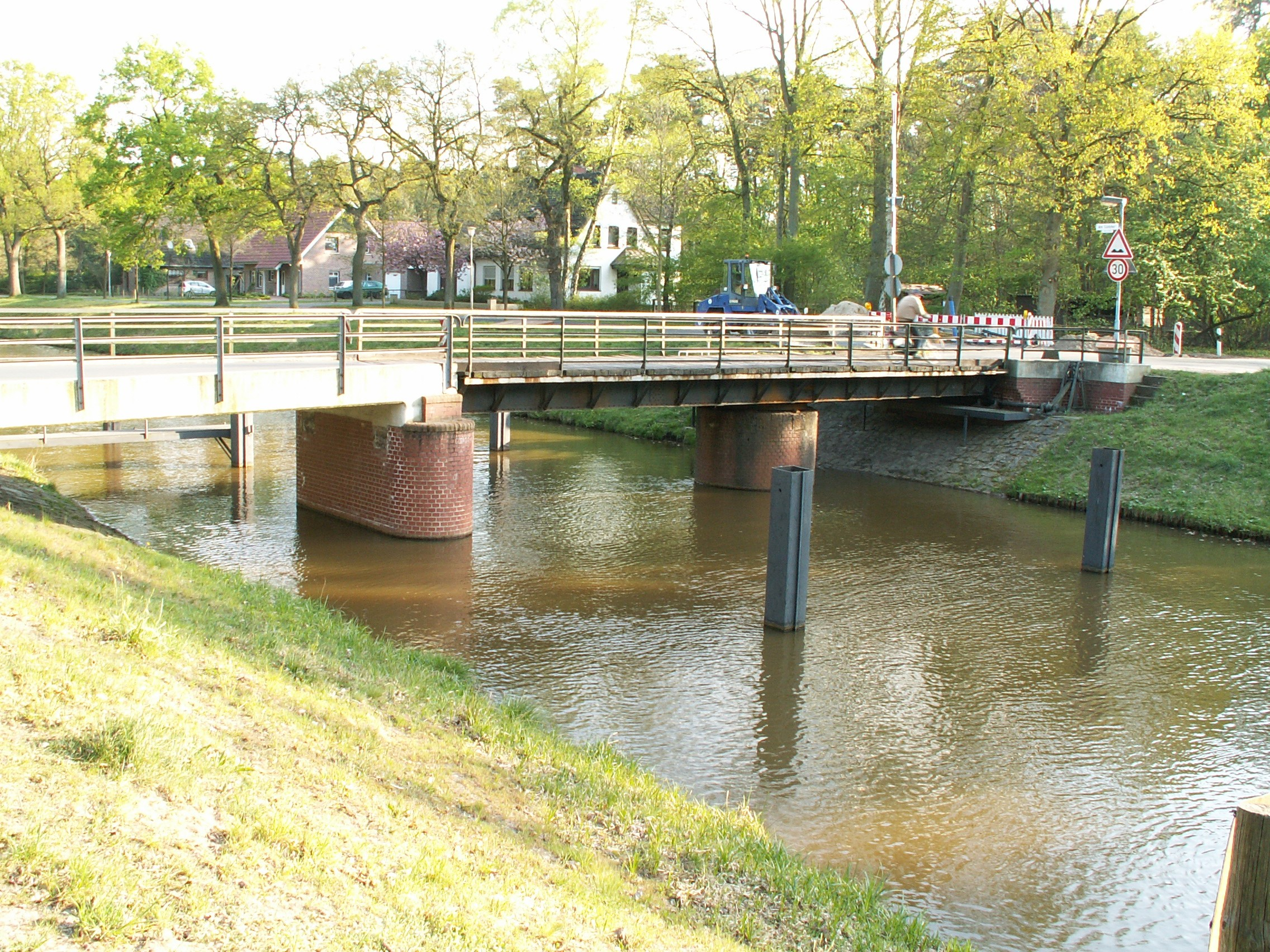
Die Evers-Kotting-Drehbrücke in Nordhorn über den EVK
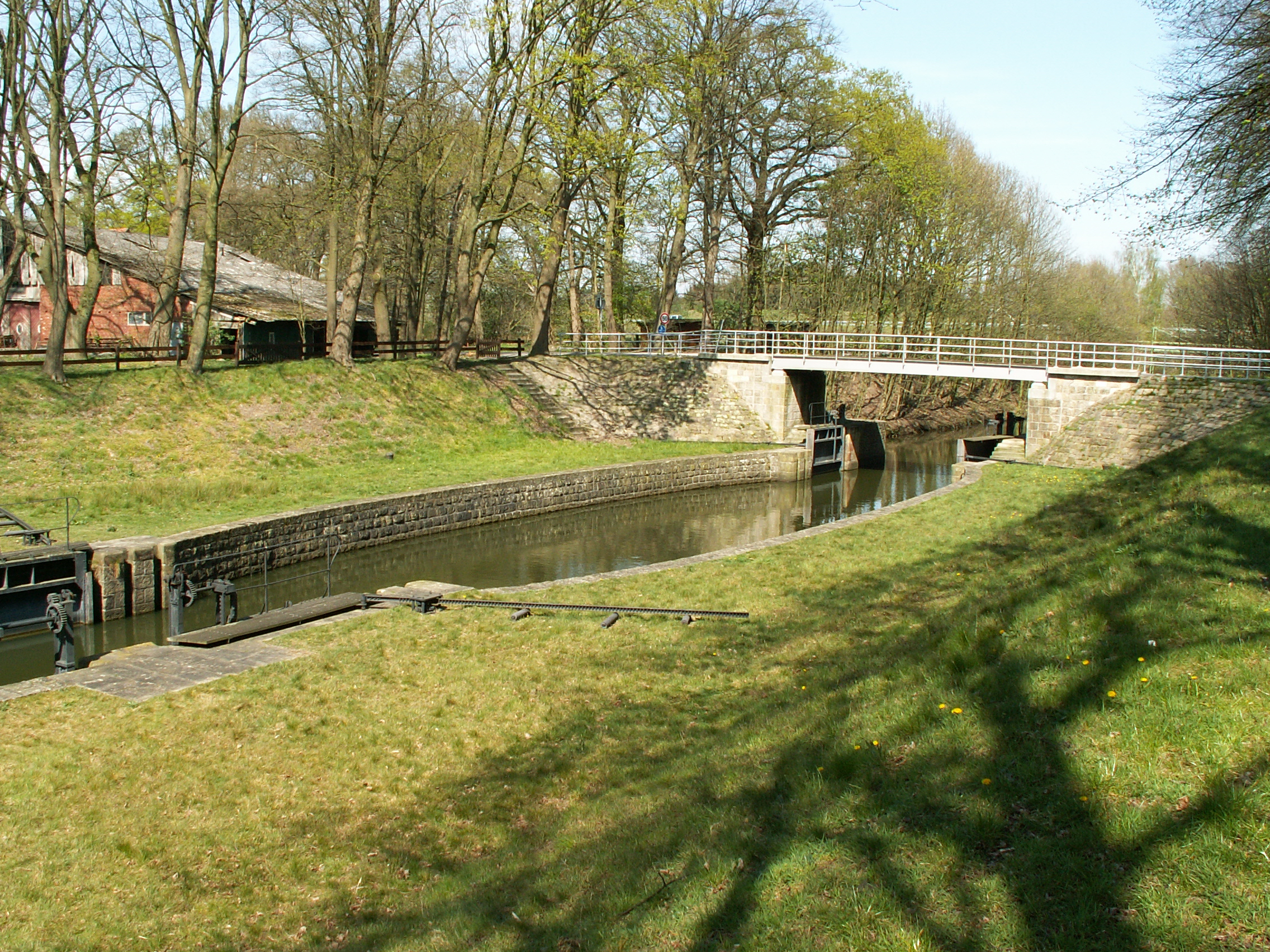
Die Grenzschleuse Frensdorfer Haar des NAK
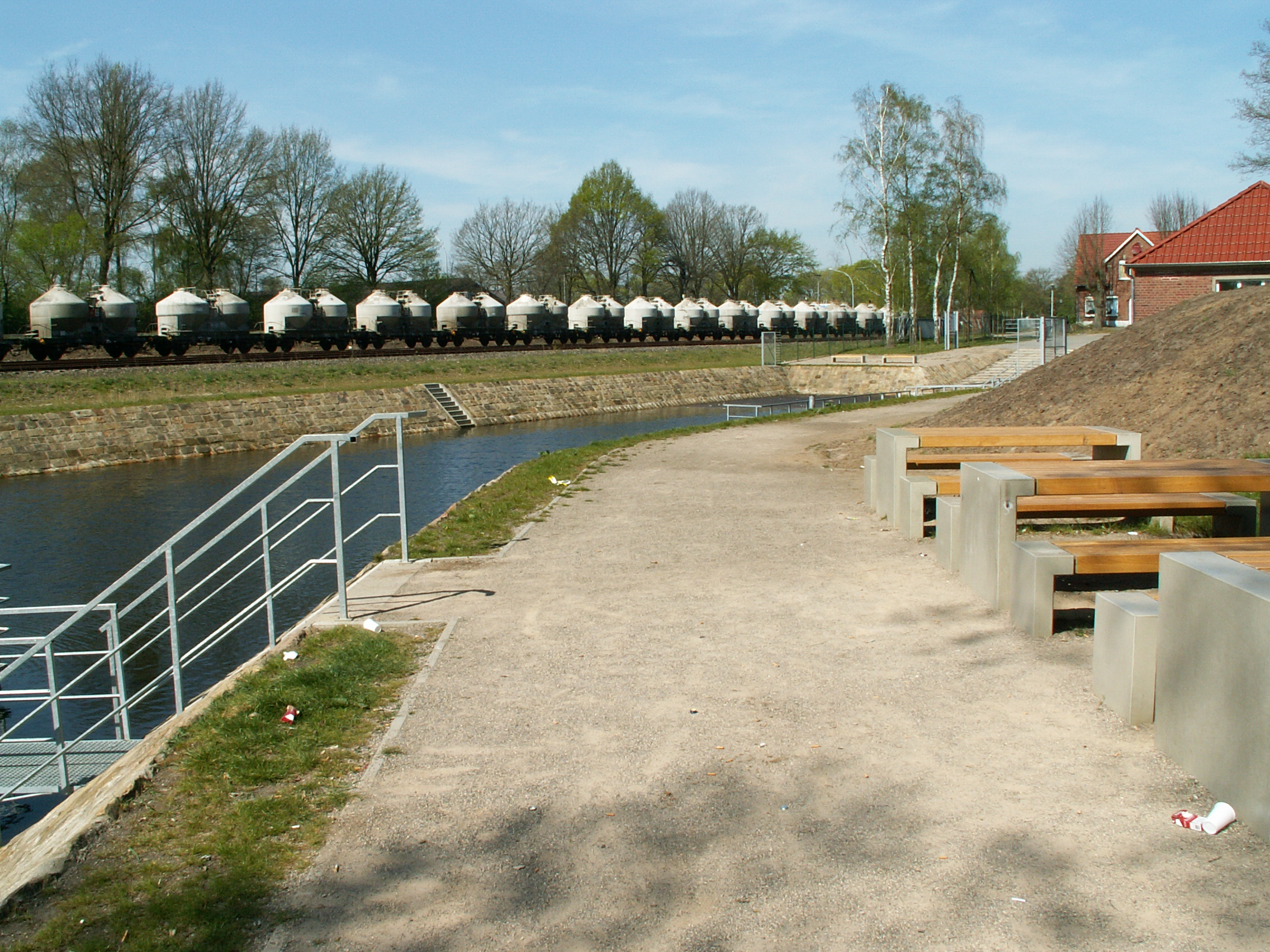
Der restaurierte Klukkerthafen am NAK in Nordhorn